# Болтон (Мисисипи)
Болтон (енгл. Bolton) град је у америчкој савезној држави Мисисипи.

## Демографија
По попису из 2010. године број становника је 567, што је 62 (-9,9%) становника мање него 2000. године.
| Група             | 2000.       | 2010.       |
| Белци             | 199 (31,6%) | 149 (26,3%) |
| Афроамериканци    | 420 (66,8%) | 416 (73,4%) |
| Азијати           | 0 (0,0%)    | 0 (0,0%)    |
| Хиспаноамериканци | 2 (0,3%)    | 1 (0,2%)    |
| Укупно            | 629         | 567         |